# Гистасп (сын Дария I)
Гистасп (др.-перс. 𐎻𐏁𐎫𐎠𐎿𐎱 Vištāspa) — представитель династии Ахеменидов.

## Биография
Отцом Гистаспа был персидский царь Дарий I, а матерью Атосса, дочь Кира II Великого. В правление своего брата Ксеркса I Гистасп занимал должность сатрапа Бактрии. Во время вторжения в Грецию в 480 году до н. э. он возглавлял контингент бактрийцев и саков. Его сыном, вероятно, был Писсуфн.